# Palacio del Congreso de la Nación Argentina
El Palacio del Congreso de la Nación Argentina, Congreso Nacional o simplemente Congreso, es el edificio donde desarrolla sus actividades el poder legislativo de la República Argentina. Es uno de los congresos más grandes del mundo y se encuentra ubicado en la ciudad de Buenos Aires, en una manzana de 12 079,6 m² de superficie, limitada por la Avenida Rivadavia, Combate de Los Pozos, Avenida Entre Ríos e Hipólito Yrigoyen.

## Historia

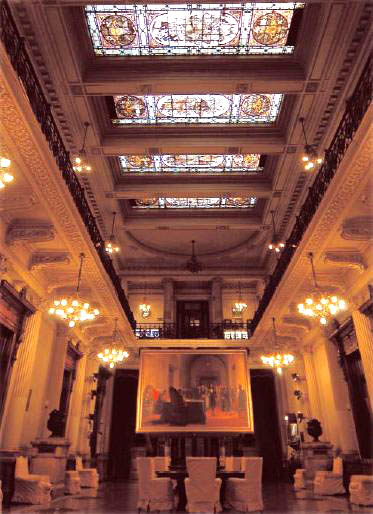
Salón de los Pasos Perdidos.

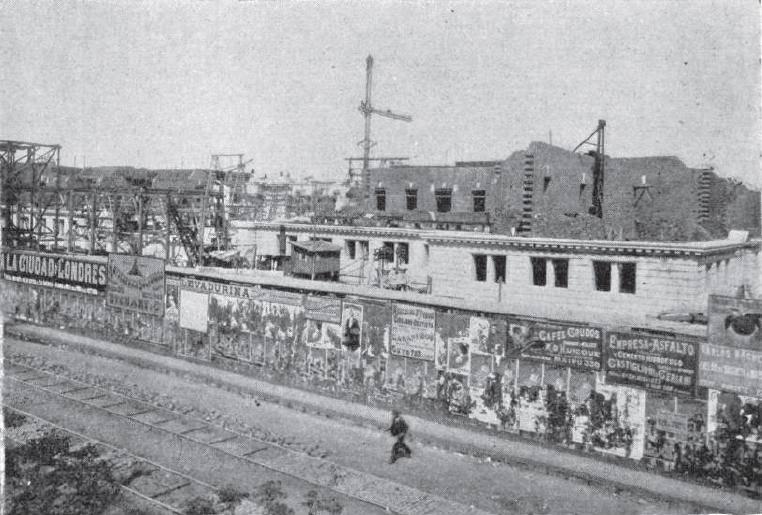
Para 1900, se había consumido casi todo el presupuesto inicial y apenas habían comenzado las fundaciones.

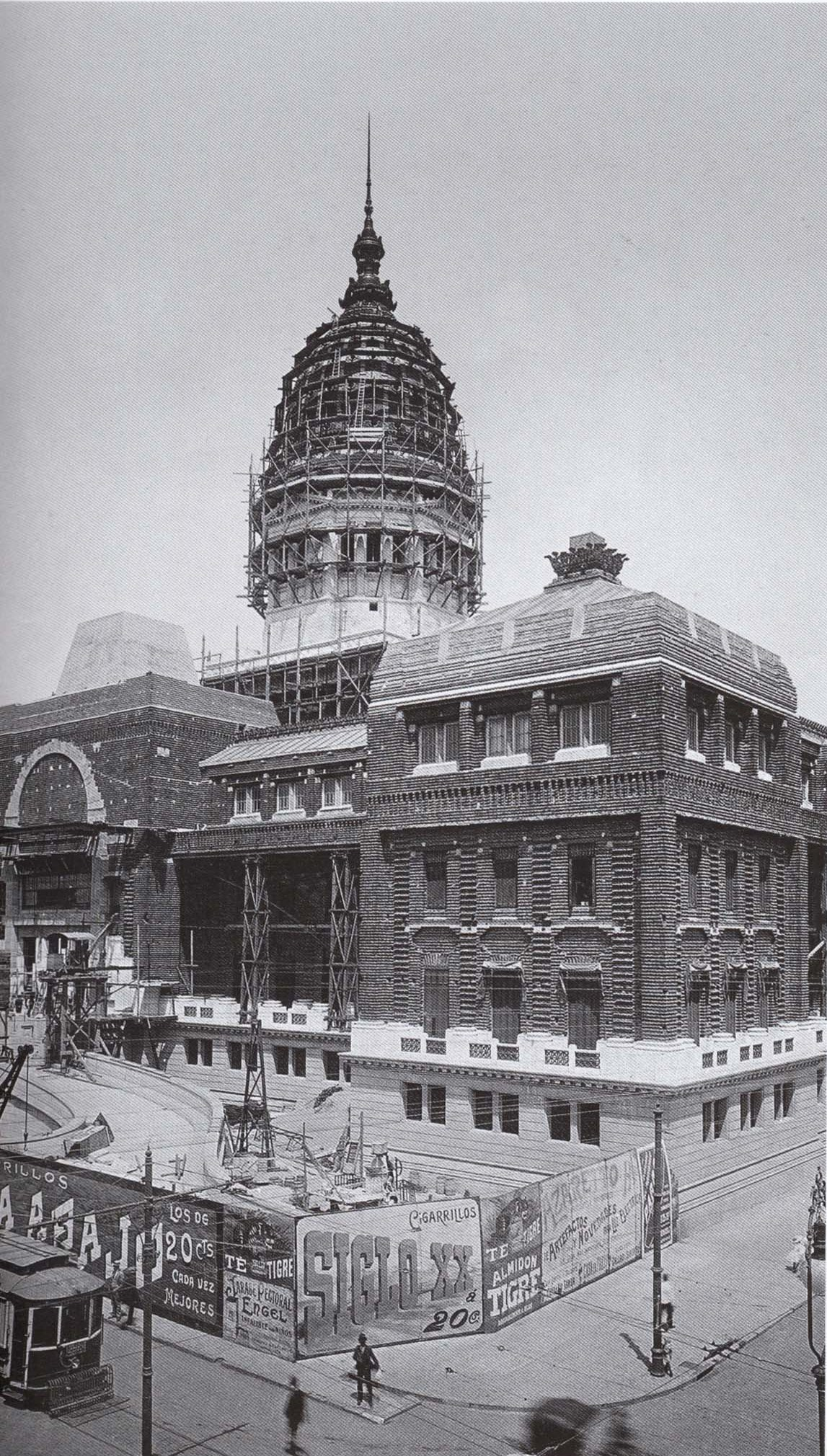
Construcción en mampostería, vista hacia 1905.

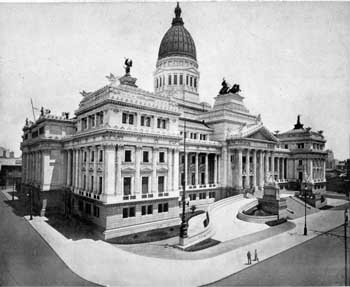
Fachada principal terminada, en 1910.

Durante el período conocido como la Organización Nacional, al unificarse a partir de 1862 la República Argentina con capital en Buenos Aires, el presidente Bartolomé Mitre encargó al arquitecto Jonás Larguía la obra de la sede del Congreso Nacional. El primer edificio se inauguró en 1864 y se encontraba en la esquina sudoeste de las calles Victoria (hoy Hipólito Yrigoyen) y Defensa, en diagonal a la Casa de Gobierno. Con la construcción del edificio del Banco Hipotecario Nacional (hoy sede de la AFIP), fue demolido parcialmente, aunque se conservó su sala de sesiones, que hoy en día es posible visitar.
Ya en 1882 se pensó en la construcción de un nuevo edificio para el Congreso, del tamaño adecuado para alojar a los representantes. En 1887 se destinó para ese fin la manzana delimitada por las calles Callao, Riobamba, Paraguay y Charcas (hoy Marcelo T. de Alvear). El 1 de julio de 1889 el presidente Miguel Juárez Celman presentó al Congreso su proyecto para levantar el Palacio en la manzana entre las calles Entre Ríos, Rivadavia, Combate de los Pozos y Victoria, originalmente destinada al nuevo Teatro Colón. El valor simbólico de esta nueva ubicación se encontraba en la exitosa construcción de la Avenida de Mayo, que tendría en su otro extremo a la Casa de Gobierno,   formando así un corredor rematado por los dos poderes.
Rápidamente el terreno en la calle Paraguay fue rematado, y se adquirió el de la Avenida Rivadavia, conocido antiguamente como Hueco de los Olivos, y en esa época en manos de los hermanos Spinetto, que tenían allí un corralón. El 1 de diciembre de 1889, cedieron su propiedad.
La Ley 3.187, sancionada el 20 de noviembre de 1894, autorizó al Poder Ejecutivo a construir el Palacio, invirtiendo la cantidad de seis millones de pesos moneda nacional (m$n). El 20 de febrero del año siguiente, se decretó el llamado a Concurso Internacional, y se fijó el 12 de octubre de 1895 como fecha para la presentación de los proyectos.
El proyecto a elegir, según las preferencias del jurado, debía ser aquel que permitiese resultar el primer monumento arquitectónico de la capital argentina y su principal ornamento. Débese tener presente, ante todo, la grandiosidad del edificio, su belleza arquitectónica, la majestad del monumento destinado a impresionar la imaginación del forastero y del argentino, y llamado a imprimir en su ánimo el concepto, la altísima idea de la potencialidad, de la fortuna, de los altos destinos de la patria.
Fueron presentados 28 proyectos, entre los cuales figuraban los de los franceses Lefebre, Tronchet y Rey, Paul Henry Nenot; los italianos Sommaruga, Meano y Calderini; el austríaco M.A. Turner; el uruguayo Vaeza Ocampo junto con Alfred Massue; los argentinos Avenatti, Emilio Agrelo, César González Segura (asociado con Emilio Mitre y el francés Gustavo Duparc) y Bernardo Meyer Pellegrini; y el noruego Alejandro Christophersen.
Mediante licitación del 31 de julio de 1897, las obras se encomendaron a la empresa constructora Pablo Besana y Cía. por m$n 5.776.745. Según una serie de notas e informes conservados en la Dirección de Archivo, Publicaciones y Museo de la Cámara de Diputados de la Nación, varias acciones se sucedieron entre el 1895 y el 1896. Por un lado, la Comisión elaboró diecinueve actas entre, el 22 de marzo de 1895 y el 1 de diciembre de 1896. En la quinta acta se hace constar que, como consultores, se nombra a tres arquitectos para “explicar verbalmente los planos” presentados al Concurso y estos fueron Joaquín Mariano Belgrano, Juan Antonio Buschiazzo y Jacques Dunant; en la sexta se publican los premios, en la séptima se nombra a Vittorio Meano como arquitecto ganador por las decisiones proyectuales que hizo explícitas en la memoria de su proyecto; y, en la décima, en marzo de 1898, la Comisión solicita una nueva planta y “una nueva bóveda más majestuosa” El 8 de enero de 1896 la obra fue adjudicada al ingeniero italiano premiado, siendo aprobado, el 31 de julio de ese año, el contrato de dirección de obras.
La obra fue iniciada en agosto de 1897, y hasta su inauguración fueron contratados mil operarios. Para mediados del año 1900, la revista Caras y Caretas publicaba que la obra ya había consumido “cerca de cuatro millones y medio de pesos”, habiéndose consumido casi todo el presupuesto original cuando la obra apenas había comenzado. Después de haberse llegado a un acuerdo ministerial, Meano se compremetería a concluir la obra “mediante la suma de 8.500.000 pesos”; aunque esto no incluían “ni las estatuas, revestimiento ni decorado, añadidos los cuales la cifra total ascendería a 11.000.000” pesos.
El 1 de julio de 1904 Meano fue asesinado en su residencia, por lo que la finalización de la obra quedó a cargo del arquitecto belga Julio Dormal, quien respetó el proyecto original.
El Palacio fue inaugurado el 12 de mayo de 1906 para la apertura del 45.º Período Legislativo, iniciado por el entonces Presidente José Figueroa Alcorta. Sin embargo, las obras distaban mucho de haber concluido, continuando en los años siguientes los trabajos de instalaciones sanitarias, decoración y revestimientos en piedra. El presupuesto para su construcción pasó de los casi 6 millones de pesos moneda nacional en 1897, a superar los 31,4 millones en 1914, por esta razón fue bautizado por algunos periodistas como el Palacio de Oro, por la velocidad en que se gastaban las partidas presupuestarias.
Esto no escapó a los partidos opositores al régimen conservador, como los socialistas y los radicales, que iniciaron una comisión para la investigación de sobreprecios. El escándalo público que generó el debate y las acusaciones, trajo como consecuencia la remoción de dos conjuntos de estatuas que decoraban la entrada al Palacio del Congreso. Diseñadas por la escultora Lola Mora, generaban además el disgusto de las personas más conservadoras por sus desnudos reveladores. Se sumaron operaciones políticas y cuestiones morales y estéticas, y las estatuas fueron removidas hacia 1916, primero guardadas en depósitos municipales y finalmente llevadas a los jardines de la Casa de Gobierno de Jujuy, donde se lucen desde 1927.
La iluminación de la cúpula se colocó recién en 1930. Las obras fueron completamente finalizadas recién en 1946, con el revestimiento en piedra de la rotonda sobre la calle Combate de los Pozos. Los porteños tomaron por costumbre decir, cuando un edificio estaba tomando demasiado tiempo en construirse, que tardaba como la del Congreso.

### Restauraciones

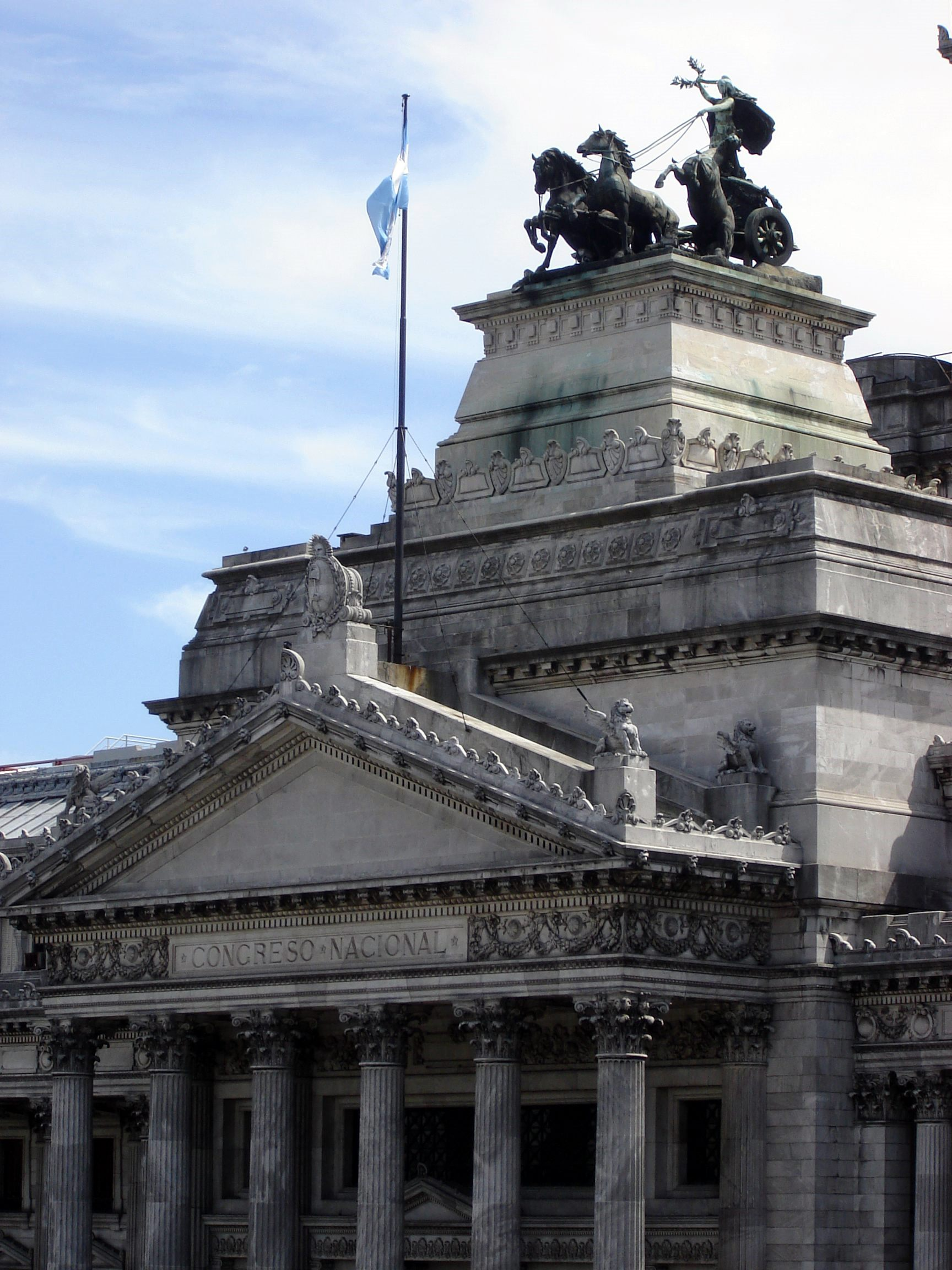
Escultura de la Cuadriga de Víctor de Pol

El edificio, muy deteriorado por la falta de mantenimiento durante décadas, fue restaurado por un equipo encabezado por el arquitecto Ramón Plaza entre 1994 y 2001. La recuperación de los salones interiores fue emprendida en 2008, mediante un Plan de Conservación y Puesta en Valor de la Cúpula-Salón Azul que comenzó a ejecutarse en enero de 2010 y duró un año, a cargo de la Dirección de Obras y Servicios Públicos del Senado.
Durante la crisis de 2001, las protestas sociales masivas se hicieron cotidianas frente al edificio, y un vallado policial metálico quedó fijo en el perímetro del Congreso durante los siguientes años, previendo ataques de las manifestaciones al palacio. En 2009, el Gobierno de la Ciudad de Buenos Aires reemplazó este vallado por una reja artística que incluye las iniciales de la institución y una placa de bronce con el Preámbulo de la Constitución Nacional.
Luego de esta primera etapa de restauración, avanzó en 2012 un proyecto de Plan Rector de Intervenciones Edilicias, impulsado por el diputado Julián Domínguez, un ambicioso plan general de obras tanto para el Palacio del Congreso como para el Edificio Anexo y las demás sedes del Poder Legislativo, con miras a la actualización de las instalaciones, incluyendo el tendido de internet de fibra óptica, y la restauración de las Cámaras Legislativas.
Un abanico de empresas destacadas y especialistas privados están llevando a término dichas tareas. Se destaca las tareas realizadas en la puesta en valor de los Grupos escultóricos en bronce en las cubiertas del Congreso Nacional realizadas por el restaurador Sergio Ardohain.
También fue convocada en 2013 la ayuda de la Universidad de La Plata, a través de sus facultades de Ingeniería, de Bellas Artes y de Arquitectura.

### Recuperación de estatuas
Ya en 1997, con la primera restauración general de fachadas, representantes del Gobierno de Buenos Aires impulsaron la recuperación de las estatuas diseñadas por Lola Mora  para coronar la entrada al Congreso. Como la escultora las había donado personalmente al gobierno jujeño, lo único posible era fabricar calcos para colocarlos en Buenos Aires. Sin embargo, en ese momento la idea no se concretó.
Recién en 2012, con el nuevo Plan Rector, la iniciativa tomó fuerza nuevamente y comenzó a concretarse. El gobierno jujeño reafirmó su propiedad sobre las estatuas de Mora, de tal forma que el Congreso Nacional firmó un tratado para la restauración de los originales y la creación de dos copias de cada obra mediante un mapeo 3D, que comenzó en enero de 2013. Los originales habían sufrido el deterioro causado por cien años de exposición al aire libre, por lo cual deberán ser conservados en un espacio cerrado y adecuado, mientras uno de los grupos de calcos serán colocados en su reemplazo en la Casa de Gobierno jujeña, y el otro conjunto de calcos se colocará en los espacios originales del Palacio del Congreso Nacional.
El 1° de marzo del 2014 las réplicas de las estatuas fueron inauguradas por la presidenta Cristina Fernández de Kirchner durante la apertura de sesiones ordinarias.

## Arquitectura

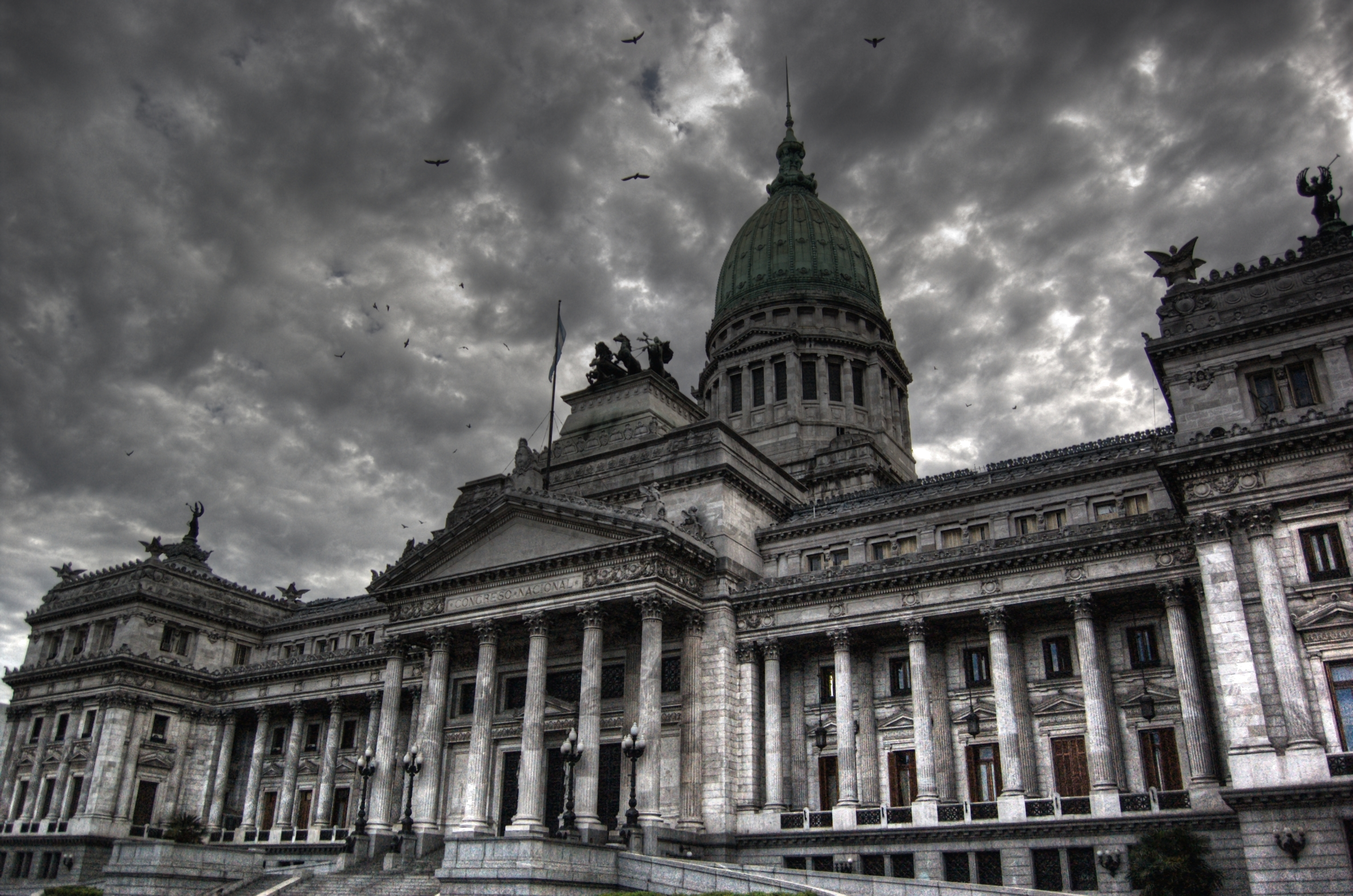
Aspecto actual con la nueva reja artística.

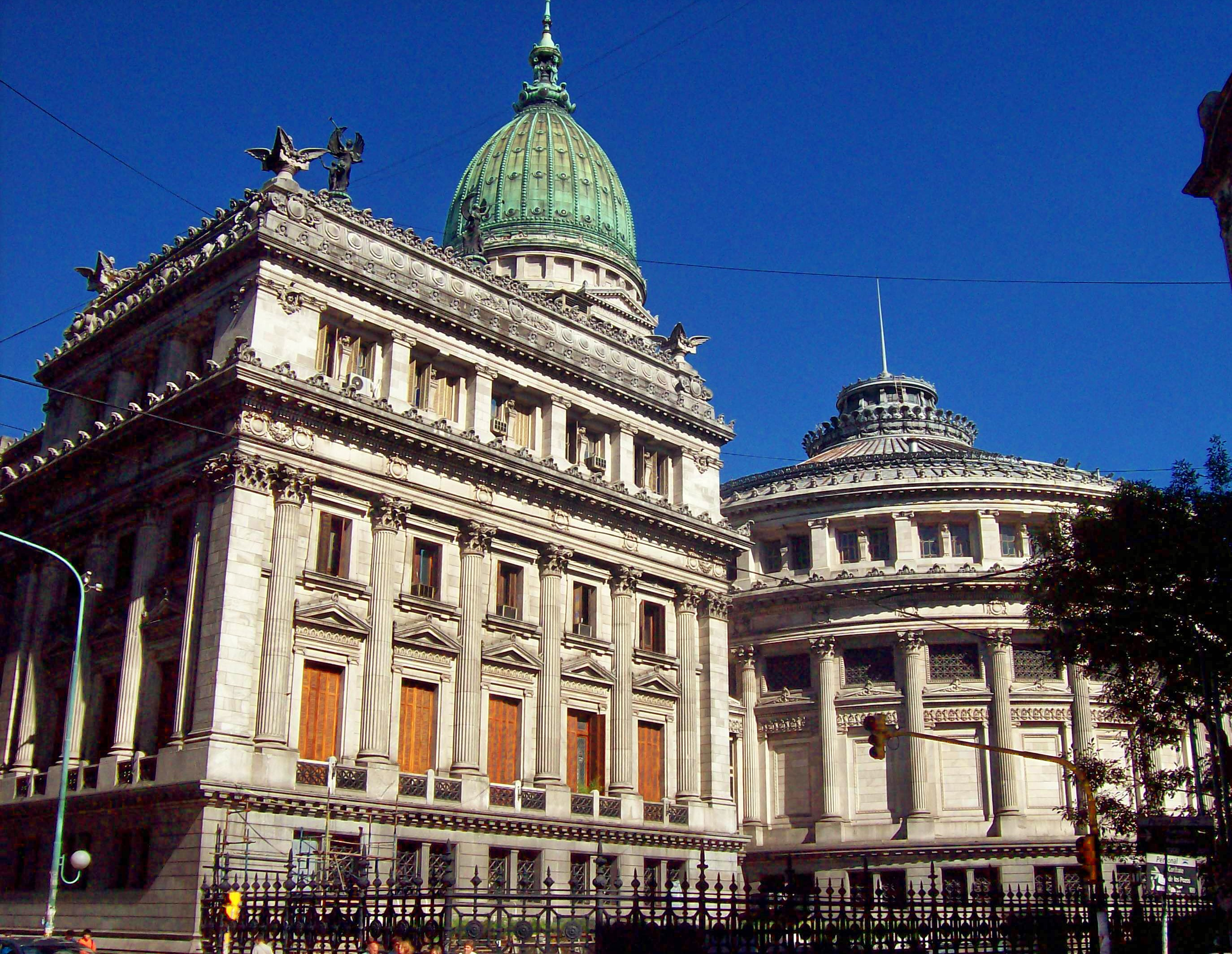
Esquina de Rivadavia y Combate de los Pozos.

El palacio del congreso está emplazado dentro de una superficie de 9000 metros cuadrados, 430 metros cuadrados de patio y 1100 puertas y ventanas.
El estilo de la obra es un eclecticismo grecorromano, dentro del academicismo italiano del autor Vittorio Meano. El edificio se distingue por su cúpula, que según Meano esta debía  colocar al edificio en la dimensión de la nueva avenida y una escala urbana metropolitana. La cúpula alcanzó los 80 metros de altura y lo transformó en el edificio más alto de la Argentina al momento de su construcción. Significó una gran obra de ingeniería, ya que la estructura del edificio debía soportar las 30 toneladas de la superestructura de la cúpula central. El casquete es una estructura reticulada de acero y los 4 pilares bajo el tambor tienen 300 m² de sección de piedra granítica.
Por fuera la planta constituye un basamento de granito gris qué apoya un intercolumnio de estilo corintio sobre los dos primeros pisos. La escalinata se halla flanqueada por la rampa que conduce al peristilo hexástilo con frontón triangular y sendos pórticos a ambos lados. Pórtico similar adornado en los costados del edificio.
Las alturas de las fachadas son de 27,50 m sobre Hipólito Yrigoyen y 23,60 m sobre Entre Ríos, Rivadavia y Pozos. Las diferentes plantas del edificio tienen las siguientes características:
| Planta       | Altura (m) | Superficie cubierta (m²) |
| ------------ | ---------- | ------------------------ |
| Subsuelo     | 4,50       | 4210                     |
| Planta Baja  | 6,20       | 8200                     |
| Primer Piso  | 6,60       | 7900                     |
| Segundo Piso | 6,00       | 7700                     |
| Tercer Piso  | 4,80       | 6800                     |
| Cuarto Piso  | 3,90       | 4400                     |

La entrada principal, llamada Entrada de Honor, está ubicada en la Avenida Entre Ríos. Está ubicada en un atrio central, decorado con seis columnas de orden corintio que soportan un frontón triangular, y la puerta está custodiada por dos cariátides de mármol. El acceso de los Diputados Nacionales está ubicado en Avenida Rivadavia 1850 y el acceso para los Senadores se encuentra en Yrigoyen 1849. Detrás del enrejado del frente que está ubicado sobre la calle Pozos están ubicadas dos puertas más, a cada lado del cuerpo saliente con forma de hemiciclo de la fachada. Estas puertas son de herrería artística, flanqueadas por cariátides de bronce.
En un principio a los costados de la escalinata de la entrada principal se encontraban dos grupos de esculturas de la artista Lola Mora, que simbolizaban la Libertad, el Progreso, la Paz y la Justicia, pero las figuras desnudas fueron criticadas y retiradas en 1916, en medio de la investigación sobre los sobreprecios en la obra. El 1 de marzo de 2014, fueron instaladas réplicas exactas de aquellas estatuas. En la escalinata además, hay cuatro leones alados, que sirven de base para cuatro faroles artísticos con tulipas de opalina talladas.
El frontón triangular tiene una cubierta a dos aguas, que a los costados en su parte inferior tiene esculturas de leones alados, y en su parte superior hay una escultura de piedra con el escudo nacional.
Detrás del frontón hay una plataforma ornamentada, de igual ancho que el frontón y con un lado de 15 metros. Sobre esta plataforma se encuentra la Cuadriga, una obra de bronce con 8 metros de altura y 20 toneladas de peso, realizada por el escultor Víctor de Pol. El carro es tirado por 4 caballos, que simbolizan la República triunfante, y es conducida por la Victoria alada.
La cúpula tiene una cubierta de cobre, pero el paso del tiempo y la humedad son los que le dan el color verdoso. La cúpula termina en una corona decorada con figuras quiméricas, a 80 metros de altura, de las que brota un pararrayos.

#### Salón azul
Es una planta octogonal, cubierta de mármoles variados entre los que se observan cuadros amplios nichos con grandes jarrones clásicos de bronce. Arriba un balcón circular contiene la bóveda que deja ver los intradós de la cúpula. Contiene un círculo de bronce 8 bajos relieves con escenas de la historia nacional alternados con estatuas que sostienen los escudos de las 14 provincias tradicionales.

#### Recinto
En forma de hemiciclo decorado con un vitral qué representa el escudo nacional. Un basamento de mármol blanco y rosa amarillento, adorna la base del recinto sobre la cual se abren las puertas de entrada. El recinto tiene capacidad para las 46 bancas de los senadores. una mesa de corte oval destinada a los ministros del poder ejecutivo y una mesa especial para la labor de los taquígrafos.

#### La biblioteca
La sala se encuentra en el sureste del palacio detrás de la logia que conforma la fachada sobre Avenida Entre Ríos es un salón oblongo cuyo eje de composición es perpendicular al eje principal del palacio se ubica en el piano nobile y está estructurado en doble altura con una galería perimetral, en el segundo piso que balconea hacia el centro de la sala de lectura delimitada por una robusta baranda de hierro y madera. Todo el salón está revestido en madera de nogal donado por Italia.
El salón de lectura de la biblioteca se halla comunicado por ascensor y montacargas para libros con las otras secciones ubicadas en los dos pisos superiores y en el inferior. Este salón de lujoso aspecto, se halla revestido por una boiserie de nogal ilustrado en tono natural y artesanal con diferentes motivos pintados. Circunda el perímetro del salón un amplio balcón que se halla a la altura del segundo piso y grandes ventanales se abren a los balcones del primer piso sobre el costado Norte del palacio frente a la Plaza del Congreso.

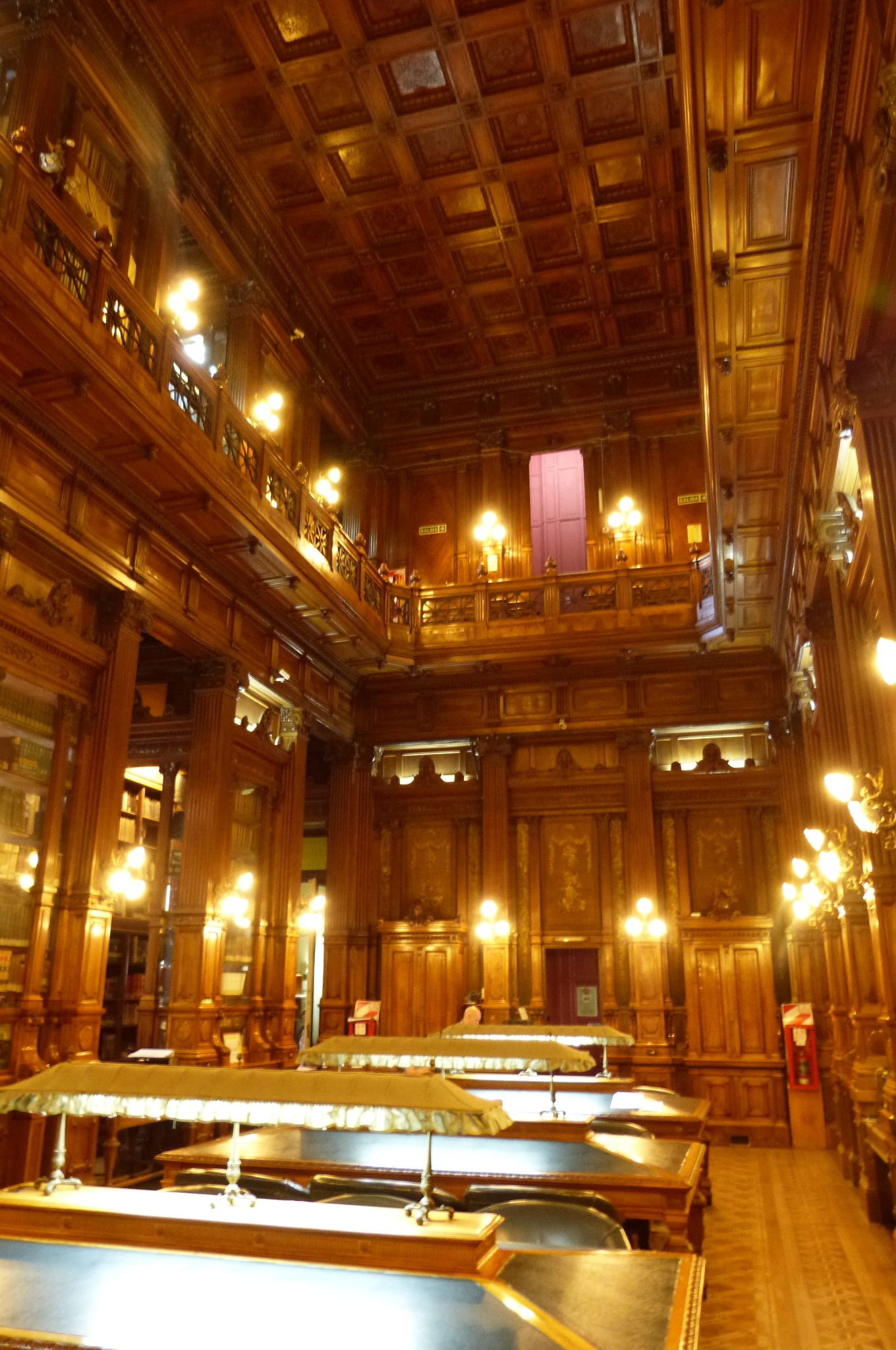
Imagen del interior de la biblioteca del Congreso de la Nación

## Anexos
El edificio Anexo A de la HCDN fue diseñado a mediados de la década de 1960 y concluido durante la década de 1980. Posee 55 000 metros cuadrados, en 2011 el presidente de la HCDN, Julián Domínguez, quien contaba con experiencia en restauración de edificios públicos, aprobó el proyecto de restauración de todo el complejo, incluido el Anexo A, que incluye las premisas de edificio verde para garantizar la eficiencia energética.

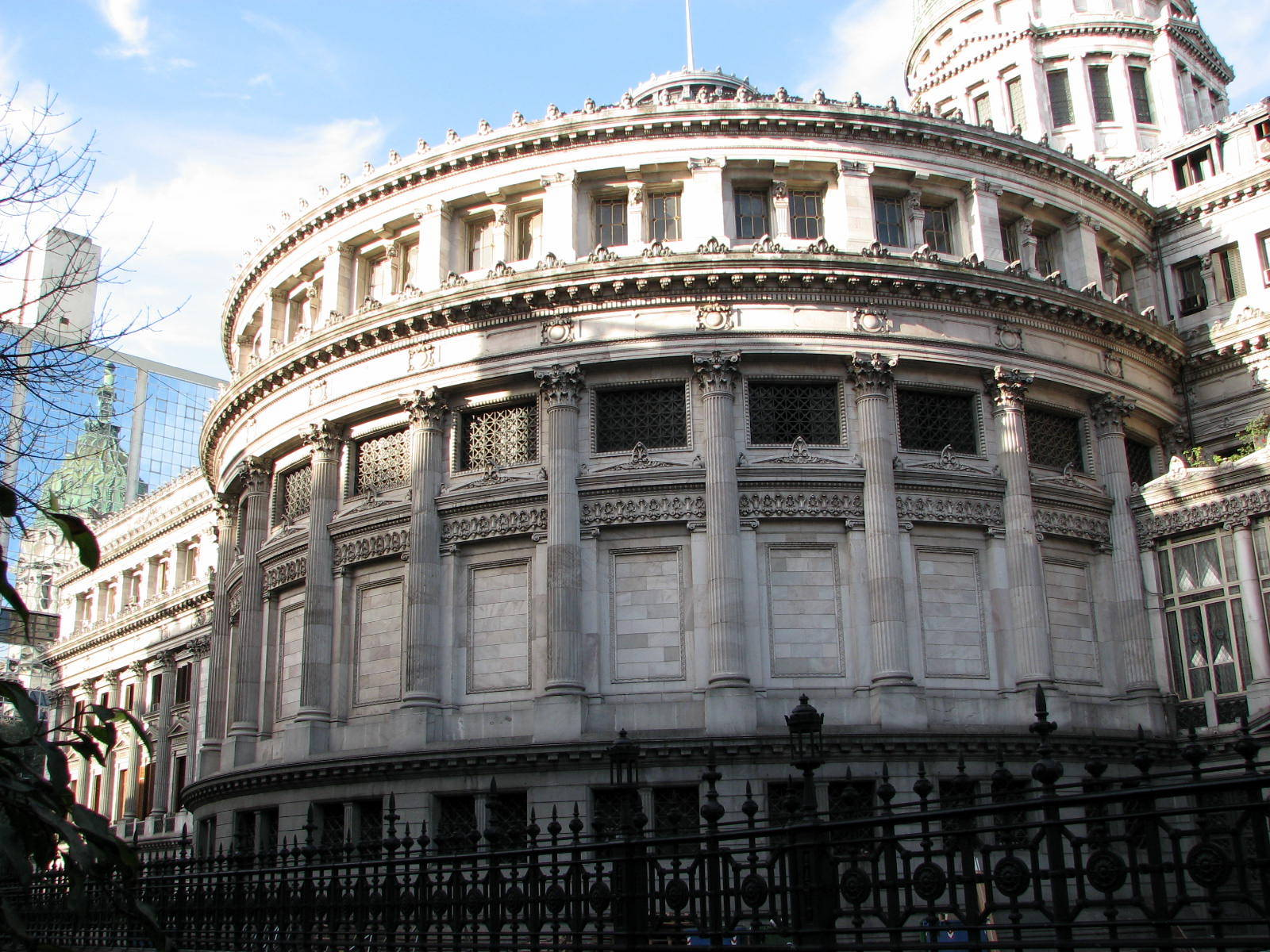
Hemiciclo de 26 m de diámetro, donde se encuentra la Cámara de Diputados
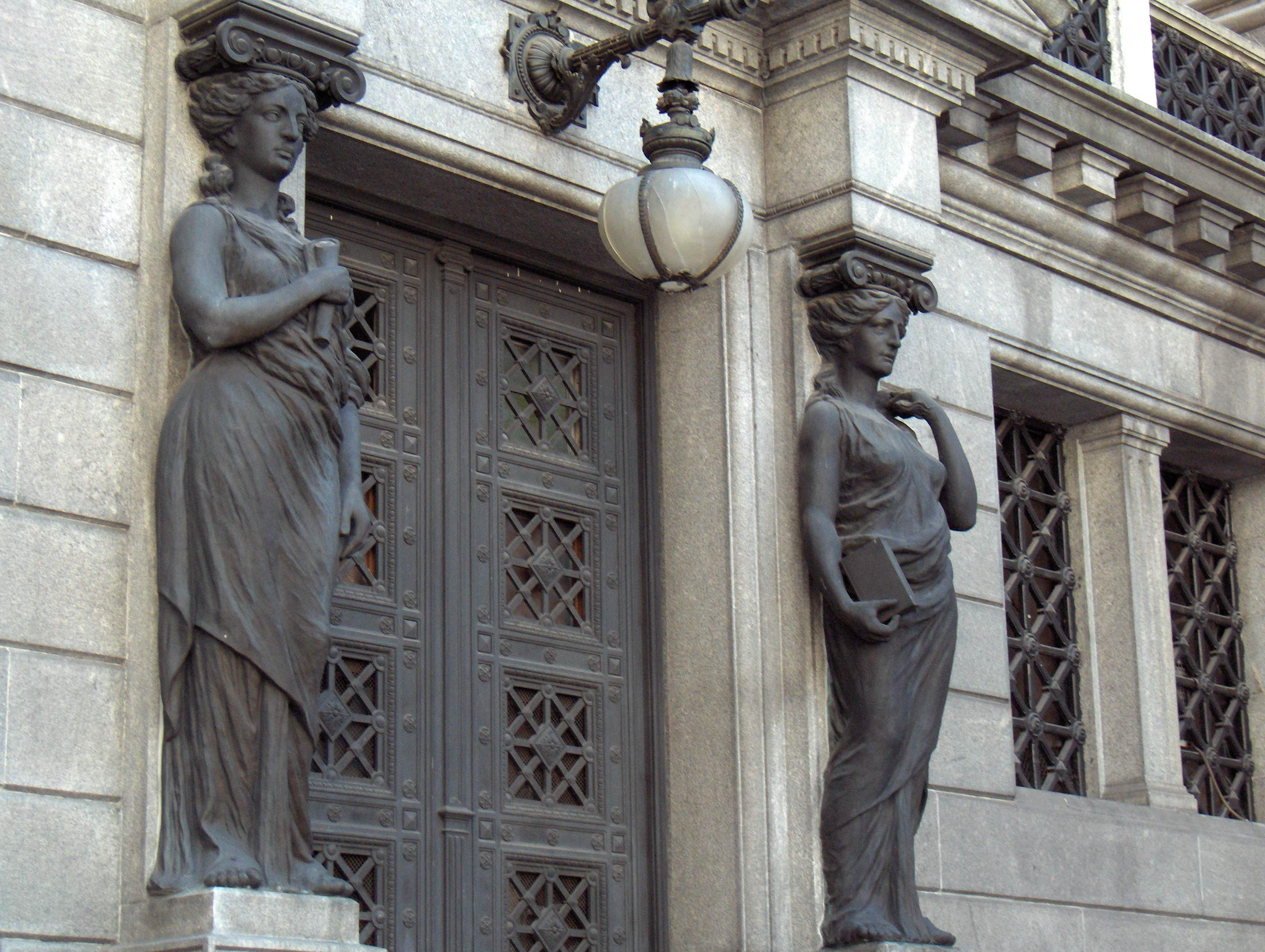
Una de las puertas laterales del Palacio, con diseños grecorromanos y cariátides de bronce
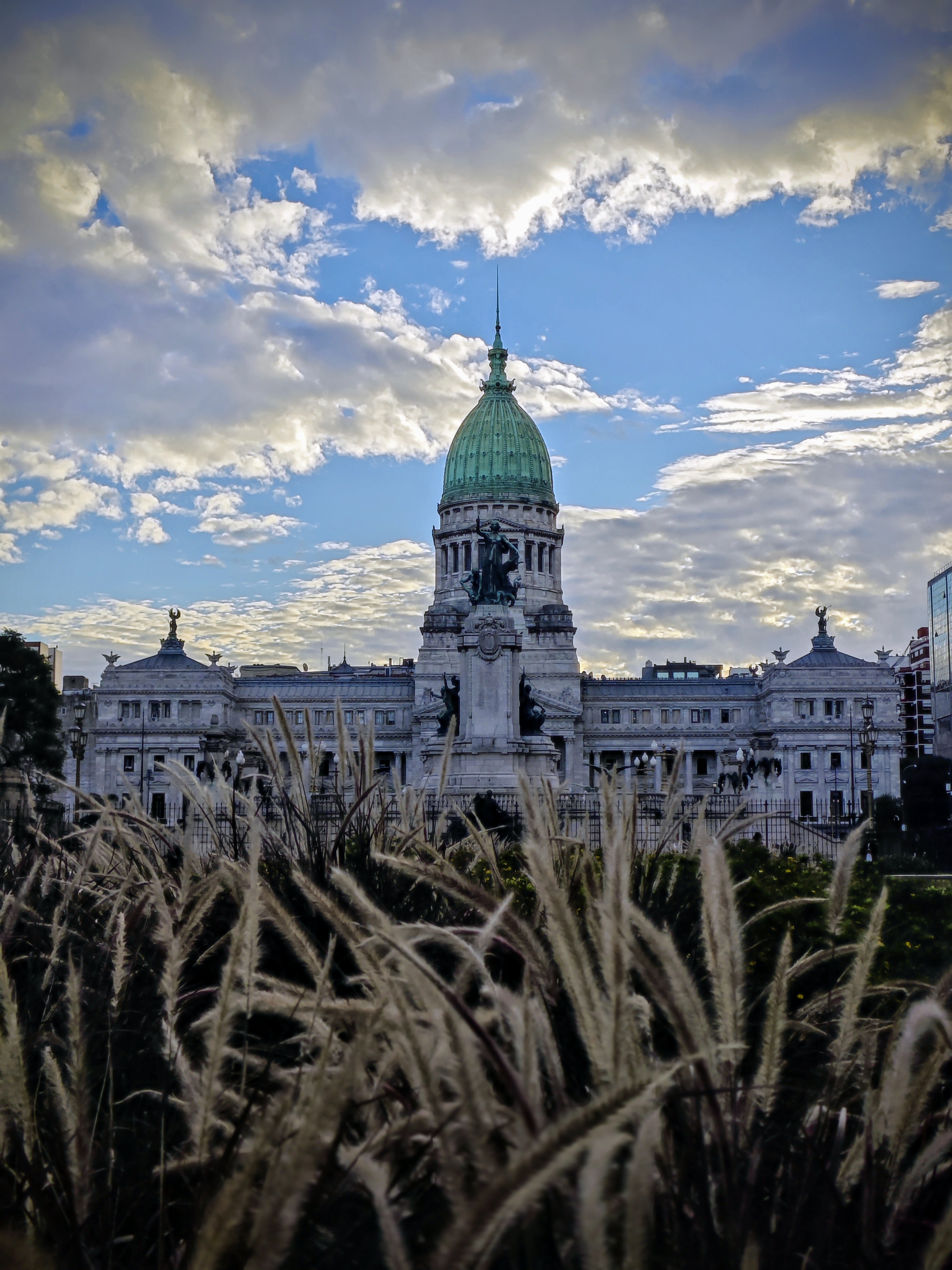